# Landesforschungszentrum Optik und Materialwissenschaften

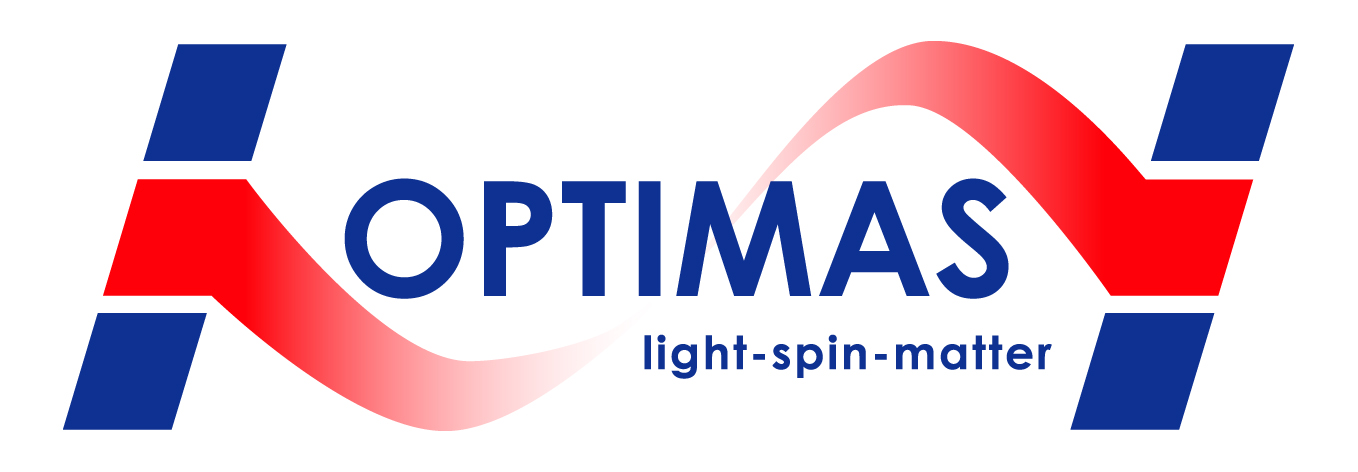
OPTIMAS Research light-spin-matter

Das Landesforschungszentrum Optik und Materialwissenschaften (OPTIMAS) ist eine Einrichtung an der Rheinland-Pfälzischen Technischen Universität Kaiserslautern-Landau (RPTU), die zwei Forschungsgebiete verbindet, auf denen die RPTU in Kaiserslautern seit Jahrzehnten aktiv ist. Es hat Beiträge zur Entwicklung der Laserphysik, Photonik und Plasmonik geleistet. Forschende der RPTU in Kaiserslautern befassen sich mit der Erforschung von ultrakalten Quantengasen sowie der Entwicklung magnetischer, elektronischer und molekularer Materialien, dünner Schichten und Nanostrukturen. Um diese wissenschaftliche Basis noch weiter auszubauen, wurde OPTIMAS an der Technischen Universität Kaiserslautern (seit 2023 Campus Kaiserslautern der RPTU) im Rahmen der Forschungsinitiative des Landes Rheinland-Pfalz eingerichtet.

## Forschung
Das Institut verbindet auf den Forschungsfeldern Optik und Materialwissenschaften fächerübergreifend die Natur- mit den Ingenieurwissenschaften. Beteiligt sind Forscher aus den Bereichen
- Quantenoptik und Angewandter Optik
- Magnetismus
- Oberflächenphysik
- Molekül- und Materialwissenschaften.

Forschungsprojekte reichen von grundlegender bis hin zu technologisch orientierter Forschung und stehen alle unter dem übergeordneten Themenkomplex „Licht – Spin – Materie“. Da viele der im Institut vertretenen Forschungsprojekte thematisch äußerst umfassend sind, können sie nur durch die Kombination verschiedener modellbasierter und experimenteller Ansätze bearbeitet werden:
Die Verknüpfung der Themenfelder Licht, Spin und Materie bildet den Kern vielfältiger aktueller Forschungsgebiete wie Spintronik, Plasmonik, Metamaterialien, Bose-Einstein-Kondensate und optische Schalter. Ein typisches Beispiel für die Reichweite der OPTIMAS Forschungsprojekte ist die Thematik „Spin Engineering“. Dieses Forschungsthema umfasst
- rein theoretische Modelle wie Spinketten,
- künstliche Materialien wie ultrakalte Quantengase,
- mehrkernige Übergangsmetallkomplexe,
- organische und anorganische Halbleiter,
- ferromagnetische Nanostrukturen.

Das Spin Engineering ist unter dem Blickwinkel der Anwendung wichtig für die Entwicklung neuer Speichermaterialien für Computer und neuartiger Sensoren. Ein bedeutender Teil der Forscher am Landesforschungszentrum ist in der internationalen wissenschaftlichen Gemeinschaft bekannt. Publikationen von OPTIMAS Forschern erscheinen in internationalen Zeitschriften (z. B. Nature, Tagungsbänden der National Academy of Sciences of the United States of America, Physical Review Letters, Journal of the American Physical Society, Angewandte Chemie in ihrer International Edition).

## Mitglieder und Forschungsprogramme
An OPTIMAS sind beteiligt:
- Abteilung "Materialcharakterisierung und -prüfung" des Fraunhofer-Institut für Physikalische Messtechnik,
- Nanostructuring Center (NSC) der Technischen Universität Kaiserslautern,
- Institut für Oberflächen- und Schichtanalytik (IFOS),
- Institut für Verbundwerkstoffe (IVW).

Zum Landesforschungszentrum gehören universitäre Arbeitsgruppen aus den Fachbereichen
- Physik
- Chemie
- Elektrotechnik und Informationstechnik
- Maschinenbau und Verfahrenstechnik

Im Mitgliederkreis besteht ein ausgewogenes Verhältnis von Arbeitsgruppen die angewandt, grundlagenorientiert und zu den theoretisch forschenden Grundlagen. OPTIMAS ist ein dynamischer Forschungsverbund, in dem die Schwerpunkte und damit auch die Mitgliederzusammensetzung kontinuierlich weiterentwickelt werden. Der derzeitige Koordinator von OPTIMAS, ist Professor Martin Aeschlimann.

### Sonderforschungsbereiche
OPTIMAS ist an fünf Sonderforschungsbereichen (SFB und SFB/TRR) der Deutschen Forschungsgemeinschaft (DFG) beteiligt:
- SFB/TRR 49 „Condensed Matter Systems with Variable Many-Body Interactions“, seit 07/2007, zusammen mit den Universitäten Frankfurt/Main, der Johannes Gutenberg-Universität Mainz und dem Max-Planck-Institut für Polymerforschung (Mainz);
- SFB/TRR 88 3MET „Cooperative Effects in Homo- and Heterometallic Complexes“, seit 01/2011, zusammen mit dem Karlsruher Institut für Technologie (KIT);
- SFB 926 „Bauteiloberflächen: Morphologie auf der Mikroskala“, seit 07/2011;
- SFB/TRR 173 Spin+X „Spin in its collective environment“, seit 01/2016, zusammen mit der der Johannes Gutenberg-Universität Mainz;
- SFB/TRR 185 OSCAR „Open System Control of Atomic and Photonic Matter“, seit 07/2016, zusammen mit der Rheinischen Friedrich-Wilhelms-Universität Bonn

Außerdem ist OPTIMAS an der Graduiertenschule der Exzellenz „Materials Science in Mainz“ (MAINZ) beteiligt, die von der der Johannes Gutenberg-Universität Mainz koordiniert wird und seit 2007 im Rahmen der Exzellenzinitiative finanziert wird.

## Ziele
Das strategische Ziel des Landesforschungszentrums ist der weitere Ausbau der Forschungs- und Ausbildungsstruktur im interdisziplinären Umfeld von Photonik, Spintronik, molekularen und magnetischen Funktionsmaterialien sowie Nanostrukturen. OPTIMAS engagiert sich darüber hinaus bei der Berufung ausgewiesener Forscherpersönlichkeiten wie auch bei der Rekrutierung von Nachwuchsforschern (u. a. für Juniorprofessuren). Den beteiligten Arbeitsgruppen bietet OPTIMAS Unterstützung bei der Einwerbung von Finanzmitteln durch die nachhaltige Stärkung der Forschungsinfrastruktur, z. B. beim Erhalt und Ausbau von Forschungsapparaturen, wie auch bei der interdisziplinären Vernetzung.